# Saint-Hilaire-Saint-Mesmin
Saint-Hilaire-Saint-Mesmin és un municipi francès, situat al departament del Loiret i a la regió de Centre – Vall del Loira. L'any 2007 tenia 2.663 habitants.

## Demografia

### Població
El 2007 la població de fet de Saint-Hilaire-Saint-Mesmin era de 2.663 persones. Hi havia 1.000 famílies, de les quals 216 eren unipersonals (95 homes vivint sols i 121 dones vivint soles), 367 parelles sense fills, 356 parelles amb fills i 61 famílies monoparentals amb fills.
La població ha evolucionat segons el següent gràfic:
Habitants censats

### Habitatges
El 2007 hi havia 1.120 habitatges, 1.033 eren l'habitatge principal de la família, 18 eren segones residències i 69 estaven desocupats. 1.040 eren cases i 73 eren apartaments. Dels 1.033 habitatges principals, 791 estaven ocupats pels seus propietaris, 228 estaven llogats i ocupats pels llogaters i 14 estaven cedits a títol gratuït; 6 tenien una cambra, 66 en tenien dues, 145 en tenien tres, 223 en tenien quatre i 593 en tenien cinc o més. 881 habitatges disposaven pel capbaix d'una plaça de pàrquing. A 383 habitatges hi havia un automòbil i a 586 n'hi havia dos o més.

### Piràmide de població
La piràmide de població per edats i sexe el 2009 era:
| Homes | Edats   | Dones |
| ----- | ------- | ----- |
| 0     | 95 o +  | 1     |
| 4     | 90 a 94 | 4     |
| 8     | 85 a 89 | 13    |
| 12    | 80 a 84 | 19    |
| 33    | 75 a 79 | 34    |
| 57    | 70 a 74 | 74    |
| 58    | 65 a 69 | 55    |
| 54    | 60 a 64 | 54    |
| 69    | 55 a 59 | 57    |
| 84    | 50 a 54 | 86    |
| 93    | 45 a 49 | 67    |
| 90    | 40 a 44 | 119   |
| 100   | 35 a 39 | 89    |
| 67    | 30 a 34 | 66    |
| 46    | 25 a 29 | 44    |
| 67    | 20 a 24 | 58    |
| 87    | 15 a 19 | 99    |
| 84    | 10 a 14 | 104   |
| 55    | 5 a 9   | 79    |
| 59    | 0 a 4   | 58    |

## Economia
El 2007 la població en edat de treballar era de 1.732 persones, 1.288 eren actives i 444 eren inactives. De les 1.288 persones actives 1.221 estaven ocupades (619 homes i 602 dones) i 65 estaven aturades (32 homes i 33 dones). De les 444 persones inactives 155 estaven jubilades, 222 estaven estudiant i 67 estaven classificades com a «altres inactius».

### Ingressos
El 2009 a Saint-Hilaire-Saint-Mesmin hi havia 1.081 unitats fiscals que integraven 2.791 persones, la mediana anual d'ingressos fiscals per persona era de 23.587 €.

### Activitats econòmiques
Dels 88 establiments que hi havia el 2007, 1 era d'una empresa extractiva, 2 d'empreses alimentàries, 6 d'empreses de fabricació d'altres productes industrials, 14 d'empreses de construcció, 25 d'empreses de comerç i reparació d'automòbils, 3 d'empreses de transport, 3 d'empreses d'hostatgeria i restauració, 1 d'una empresa d'informació i comunicació, 2 d'empreses financeres, 3 d'empreses immobiliàries, 13 d'empreses de serveis, 6 d'entitats de l'administració pública i 9 d'empreses classificades com a «altres activitats de serveis».
Dels 21 establiments de servei als particulars que hi havia el 2009, 1 era una oficina de correu, 1 una oficina bancària, 5 tallers de reparació d'automòbils i de material agrícola, 4 paletes, 1 guixaire pintor, 3 fusteries, 3 perruqueries, 2 agències immobiliàries i 1 saló de bellesa.
Dels 7 establiments comercials que hi havia el 2009, 2 eren botiges de menys de 120 m², 2 fleques, 1 una fleca, 1 una botiga de mobles i 1 una joieria.
L'any 2000 a Saint-Hilaire-Saint-Mesmin hi havia 40 explotacions agrícoles que ocupaven un total de 676 hectàrees.

## Equipaments sanitaris i escolars
L'únic equipament sanitari que hi havia el 2009 era una farmàcia.
El 2009 hi havia 1 escola maternal i 1 escola elemental.

## Poblacions més properes
El següent diagrama mostra les poblacions més properes.